# Antonina Seredina
Antonina Seredina (n. 23 decembrie 1929, Tver, RSFS Rusă, URSS – d. 2 septembrie 2016, Tver, Regiunea Tver, Rusia) a fost o caiacistă sovietică, medaliată olimpică. A participat la 3 ediții ale Jocurilor Olimpice (1960, 1964, 1968) în care a câștigat două medalii de aur și o medalie de bronz.